# Xian autonome yao de Hekou
Pour les articles homonymes, voir Hekou.
Le xian autonome yao de Hekou (河口瑶族自治县 ; pinyin : Hékǒu yáozú Zìzhìxiàn) est un district administratif de la province du Yunnan en Chine. Il est placé sous la juridiction de la préfecture autonome hani et yi de Honghe.
Hekou veut dire « bouches du fleuve ».

## Démographie
La population du district était de 77 509 habitants en 1999.